# Robert Joy
Robert Joy (Montreál, 17 augustus 1951) is een Canadees acteur.
Joy werd geboren in Montreal, en groeide op in St. John's (Newfoundland en Labrador). Hij is de zoon van Flora Louise Pike en Clifton Joseph Joy. Hij studeerde aan het Corpus Christi College, Universiteit van Oxford, op een Rhodesbeurs, en aan de Memorial University of Newfoundland. 
Joy speelde Madonna's vriend Jim in 1985 de Desperately Seeking Susan. In 1998 verscheen Joy in Gregory Hoblits' thriller Fallen, waar hij meedeed in de all star cast van Denzel Washington, Donald Sutherland, James Gandolfini en John Goodman. In 2004 trad Joy op in een aflevering van Everybody Loves Raymond, als de wiskundeleraar, meneer Putnam. 
In de herfst van 2005 trad hij in dienst bij een televisieshow van de NBC, E-Ring, en is nu regelmatig in CSI: New York als de patholoog Sid Hammerback te zien. 

## Filmografie
| Jaar | Film                             | Rol                        | Bijzonderheden                                                                     |
| ---- | -------------------------------- | -------------------------- | ---------------------------------------------------------------------------------- |
| 1980 | Atlantic City                    | Dave Matthews              | Nominatie voor – Genie Award for Best Performance by an Actor in a Supporting Role |
| 1981 | Ragtime                          | Henry 'Harry' Kendall Thaw |                                                                                    |
| 1981 | Miracle at Moreaux               | Majoor Braun               |                                                                                    |
| 1981 | Ticket to Heaven                 | Patrick                    |                                                                                    |
| 1981 | Threshold                        | David Art                  |                                                                                    |
| 1983 | Amityville 3-D                   | Elliot West                |                                                                                    |
| 1985 | Joshua Then and Now              | Colin Fraser               |                                                                                    |
| 1985 | Terminal Choice                  | Dr. Harvey Rimmer          |                                                                                    |
| 1985 | Desperately Seeking Susan        | Jim                        |                                                                                    |
| 1986 | The Lawrenceville Stories        | Mr. Tapping                |                                                                                    |
| 1986 | The Adventure of Faustus Bidgood | Eddie Peddle               |                                                                                    |
| 1987 | Big Shots                        | Dickie                     |                                                                                    |
| 1987 | Radio Days                       | Fred                       |                                                                                    |
| 1988 | The Suicide Club                 | Michael Collins            |                                                                                    |
| 1989 | Millennium                       | Sherman the Robot          |                                                                                    |
| 1989 | She's Back                       | Paul                       |                                                                                    |
| 1990 | Longtime Companion               | Ron                        |                                                                                    |
| 1992 | Shadows and Fog                  | Spiro's assistent          |                                                                                    |
| 1993 | The Dark Half                    | Fred Clawson               |                                                                                    |
| 1994 | Death Wish V: The Face of Death  | Freddie Flakes             |                                                                                    |
| 1994 | Henry & Verlin                   | Ferris                     |                                                                                    |
| 1995 | Waterworld                       | Ledger Guy                 |                                                                                    |
| 1995 | Pharaoh's Army                   | Chicago                    |                                                                                    |
| 1996 | Harriet the Spy                  | Mr. Welsch                 |                                                                                    |
| 1998 | Fallen                           | Charles Olom               |                                                                                    |
| 1999 | Resurrection                     | Gerald Demus               |                                                                                    |
| 2000 | Bonhoeffer Agent of Grace        | Manfred Roeder             |                                                                                    |
| 2005 | Land of the Dead                 | Charlie                    |                                                                                    |
| 2005 | Whole New Thing                  | Rog                        |                                                                                    |
| 2006 | It's a Boy Girl Thing            | Ted Bedworth               |                                                                                    |
| 2006 | The Hills Have Eyes              | Lizard                     |                                                                                    |
| 2006 | Dinner for One                   | Man                        |                                                                                    |
| 2007 | Aliens vs. Predator: Requiem     | Col. Stevens               |                                                                                    |
| 2008 | Bedroom                          | Dan                        |                                                                                    |
| 2008 | Down to the Dirt                 | Robert Kavanagh            |                                                                                    |
| 2008 | Superhero Movie                  | Stephen Hawking            |                                                                                    |
| 2021 | Don't Look Up                    | Congreslid Tenant          |                                                                                    |

## Televisierollen
| Jaar      | Afleveringen                                        | Rol                        | Bijzonderheden                                       |
| --------- | --------------------------------------------------- | -------------------------- | ---------------------------------------------------- |
| 1974      | The National Dream: Building the Impossible Railway | Carter                     | TV mini-serie                                        |
| 1981      | Escape from Iran: The Canadian Caper                | Mark Lijek                 | TV film                                              |
| 1985–1989 | The Equalizer                                       | Jacob Stock                | 5 afleveringen                                       |
| 1985      | Moonlighting TV serie                               | Clark Greydon              | 1 aflevering: "My Fair David"                        |
| 1986      | Miracle at Moreaux                                  | Major Braun                | TV film                                              |
| 1986      | The Lawrenceville Stories                           | Mr. Tapping                | TV mini-serie                                        |
| 1986      | Sword of Gideon                                     | Hans                       | TV film                                              |
| 1987      | American Playhouse                                  | Tapping                    | 1 aflevering: "The Prodigious Hickey"                |
| 1989      | Miami Vice                                          | Sebastian Ross             | 1 aflevering: "Miami Squeeze"                        |
| 1990      | Judgment                                            | Mr. Hummel                 | TV film                                              |
| 1991      | Grand Larceny                                       | Henry Piggott              | TV film                                              |
| 1991      | The Days and Nights of Molly Dodd                   | Christopher DeWitt         | 1 aflevering: "Here's How to Break the Other Leg"    |
| 1991      | Hyde in Hollywood                                   | Julian Hyde                | TV film                                              |
| 1991      | Shadows and Fog                                     | Spiro's assistent          | TV film                                              |
| 1992      | The First Circle                                    |                            | TV film                                              |
| 1992      | The Ray Bradbury Theater                            | Booth                      | 1 aflevering: "Downwind from Gettysburg"             |
| 1993      | Dieppe                                              | Hughes-Hallett             | TV film                                              |
| 1993      | Gregory                                             | Ralph Kingsley             | TV film                                              |
| 1993      | Maniac Mansion                                      | Pony                       | 1 aflevering: "Love Letters"                         |
| 1993      | Woman on the Run: The Lawrencia Bembenek Story      | Sheldon Zenner             | TV film                                              |
| 1993      | Tracey Takes on New York                            | Disgruntled Ex-Employee    | TV film                                              |
| 1995–1998 | Law & Order                                         | Leo Barnett / Louis Dutton | 2 afleveringen: "Pride", "Stalker"                   |
| 1995      | New York Undercover                                 | George Holloway            | 1 aflevering: "Tag, You're Dead"                     |
| 1995      | The Marshal                                         | Thomas Borden              | 1 aflevering: "Pass the Gemelli"                     |
| 1995      | Side Effects                                        | Connor Dennison            | 1 aflevering: "Paying the Price"                     |
| 1996      | Picket Fences                                       |                            | 1 aflevering: "My Romance"                           |
| 1996      | Wings (NBC TV serie)                                | Dr. Grayson                | 1 aflevering: "One Flew Over the Cooper's Nest"      |
| 1996      | The Nerd                                            | Rick Steadman              | TV film                                              |
| 1996      | Dangerous Offender: The Marlene Moore Story         | Dr. Steve Gibson           | TV film                                              |
| 1996      | The High Life                                       | Emmett Wheeler             |                                                      |
| 1996      | Moonlight Becomes You                               | Earl Bateman               | TV film                                              |
| 1998      | The Outer Limits (1995 TV series)                   | Dr. Greg Olander           | 1 aflevering: "Identity Crisis"                      |
| 1999      | Becker (TV serie)                                   | Tetzoff                    | 1 aflevering: "P.C. World"                           |
| 1999      | Seasons of Love                                     | Jim Brewster               | TV film                                              |
| 1999      | Snoops                                              | Walter Byrd                | 1 aflevering: "Singer in the Band"                   |
| 1999      | Two Guys, a Girl and a Pizza Place                  | Ed                         | 1 aflevering: "Halloween 2: Mind Over Body"          |
| 2000      | Nash Bridges                                        | Norman Craft               | 1 aflevering: "Heist"                                |
| 2000      | Relic Hunter                                        | Dr. Flaubert               | 1 aflevering: "Dagger of Death"                      |
| 2001      | Haven                                               | Lawrence Dickson           | TV film                                              |
| 2001      | Star Trek: Voyager                                  | Inspector Yerid            | 1 aflevering: "Workforce"                            |
| 2001      | 61*                                                 | Bob Fitschel               | TV film                                              |
| 2001      | Titus                                               | Father Crawford            | 1 aflevering: "The Wedding"                          |
| 2001      | Gideon's Crossing                                   | Andy Alter                 | 1 aflevering: "Is There a Wise Man in the House?"    |
| 2001      | Just Ask My Children                                | Sam Bennis                 | TV film                                              |
| 2001      | The Guardian                                        | Larry Hines                | 1 aflevering: "Loyalties"                            |
| 2002      | Crossing Jordan                                     | Ethan Grady                | 1 aflevering: "Blood Relatives"                      |
| 2002      | MDs                                                 | Frank Coones               | 10 afleveringen                                      |
| 2003      | Fargo                                               |                            | TV film                                              |
| 2003      | The Agency                                          | Mr. Thornby                | 1 aflevering: "Absolute Bastard"                     |
| 2003      | Alias                                               | Dr. Hans Jürgens           | 1 aflevering: "Second Double"                        |
| 2003      | Without a Trace                                     | Josh's Father              | 1 aflevering                                         |
| 2004      | Everybody Loves Raymond                             | Mr. Putnam                 | 1 aflevering: "Ally's F"                             |
| 2004      | Malcolm in the Middle                               | Danny                      | 1 aflevering: "Hot Tub"                              |
| 2004      | Sex Traffic                                         | Major James Brooke         | TV film                                              |
| 2004      | Helter Skelter                                      | Detective Morrisy          | TV film                                              |
| 2004–2005 | Boston Legal                                        | A.D.A. Preston             | 2 afleveringen: "Tortured Souls", "Change of Course" |
| 2005      | E-Ring                                              | Mark Boskovich             | Pilot aflevering                                     |
| 2005      | Medium (TV serie)                                   | Dr. Kenneth Holloway       | 1 aflevering: "Penny for Your Thoughts"              |
| 2005–2013 | CSI: NY                                             | Dr. Sid Hammerback         |                                                      |
| 2006      | Commander in Chief                                  | Frank Devane               | 1 aflevering: "State of the Unions"                  |
| 2010      | Republic of Doyle                                   | Al Cavanagh                | 1 aflevering: "Duchess of George"                    |

- Bibliothèque nationale de France: cb13971505x (data)
- Gemeinsame Normdatei: 1022725254
- International Standard Name Identifier: 0000 0001 1491 9374
- Library of Congress Control Number: no97049347
- Nationale Bibliotheek van Tsjechië: xx0052364
- Nationale Bibliotheek van Israël: 987007374541005171
- Virtual International Authority File: 53756528
- WorldCat: E39PBJxGWw3ghwMgwgTqmbkFKd